# Julie Van Sevenant
Julie Van Sevenant is een gastpersonage uit de Vlaamse soap Thuis. Ze werd onder andere gespeeld door Ellen Van Cutsem in 2006 en 2007.

## Fictieve biografie
Julie is de dochter van Werner Van Sevenant en Valerie Wijndaele. Toen ze één jaar oud was, maakten haar ouders ruzie en verhuisde zij samen met haar moeder naar het buitenland: eerst naar Nieuw-Zeeland, later naar Australië. Ze werd opgevoed door haar moeder, haar moeders nieuwe vriend John en Caroline (een Vlaamse collega en tevens goede vriendin van haar moeder).
In 2006 overleed haar moeder. Uit angst dat Julie in een weeshuis terecht zou komen, ging Werner haar halen. Maar John liet haar niet zo gemakkelijk gaan, omdat hij ervan overtuigd was dat Julie het gelukkigst zou zijn in Australië. Julie beschouwde John als haar vader en wilde eerst niets weten van Werner. Later kreeg ze sympathie voor hem, maar ze besloot in Australië te blijven. Werner accepteerde de keuze van zijn dochter en vertrouwde haar toe aan John en Caroline.
Julie kwam de kerstdagen van 2006 doorbrengen bij Werner (Caroline ging kerst vieren in België en verraste Werner dus met een bezoek van zijn dochter). In 2007 overleed John en daarom verhuisde Julie toch naar België. Maar dat duurde niet lang, want al spoedig verhuisde zij samen met haar vader, stiefmoeder Eva en stiefbroer Nand naar Zuid-Afrika.